# Zanny Minton Beddoes
Susan Jean Elisabeth "Zanny" Minton Beddoes (nascuda el juliol de 1967) és una periodista britànica. És la redactora en cap de The Economist, la primera dona que ocupa el càrrec. Va començar a treballar per a la revista l'any 1994 com a corresponsal de mercats emergents.

## Biografia
Nascuda a Shropshire, és la filla gran d'un antic oficial de l'exèrcit britànic i la seva dona d'origen alemany, va néixer Susan Jean Elisabeth Minton Beddoes. Més tard va adquirir el sobrenom de Zanny. Minton Beddoes, es va educar a la Moreton Hall School prop d'Oswestry. Posteriorment va rebre una llicenciatura en arts a la Universitat d'Oxford, on va estudiar Filosofia, Política i Economia (PPE) com a estudiant de grau al St Hilda's College d'Oxford. Va obtenir un màster a la Universitat Harvard com a becada Kennedy entre 1989 i 1990, i la beca es va renovar completament per un any més.
Després de graduar-se, va ser contractada com a assessora del ministre de Finances de Polònia, el 1992, com a part d'un petit grup encapçalat pel professor Jeffrey Sachs de Harvard. Després va passar dos anys com a economista al Fons Monetari Internacional (FMI), on va treballar en programes d'ajust macroeconòmic a Àfrica i a les economies en transició d'Europa central i oriental.
A través d'aquest treball, es va incorporar a The Economist el 1994 com a corresponsal del diari per als mercats emergents, amb seu a Londres. Es va convertir en l'editora de la secció d'economia el 1996, supervisant la cobertura de l'economia global des de Washington DC, i més tard es va traslladar a la secció d'Afers Empresarials, responsable de negocis, finances i ciència. Va començar com la 17a redactora en cap de la revista el 2 de febrer de 2015, la primera dona a ocupar el càrrec en la història del magazine. Va ser descrita per l'edició de 2015 de Debrett's 500 com "una de les veus més influents del periodisme financer".
Ha escrit sobre economia mundial, les finances llatinoamericanes, les finances globals i l'Àsia central. Ha escrit molt sobre l'economia nord-americana i la política financera internacional; l'ampliació de la Unió Europea; el futur de l'FMI; i la reforma econòmica a les economies emergents. Ha publicat articles a Foreign Affairs i Foreign Policy, i ha contribuït amb capítols a diversos volums de conferències i ha editat Emerging Asia (Banc Asiàtic de Desenvolupament, 1997), un llibre sobre el futur dels mercats emergents a Àsia.
Minton Beddoes és un comentarista habitual de Marketplace i altres programes de la ràdio pública. També ha aparegut com a comentarista a d'altres mitjans com la CNN o el BBC World Service, entre molts d'altres.
És patrona del Carnegie Endowment for International Peace i membre del Consell Assessor de Recerca del Comitè per al Desenvolupament Econòmic.
El 2015, Minton Beddoes va ser un dels 133 convidats a la 63a conferència de Bilderberg.
Està casada amb el periodista i autor britànic Sebastian Mallaby. Tenen quatre fills.

## Premis i reconeixements
- 2012 Gerald Loeb Award per Commentary[13]
- 2017 Gerald Loeb Award per Breaking News[14]